# Anthurium cordiforme
Anthurium cordiforme är en kallaväxtart som beskrevs av Luis Aloysius, Luigi Sodiro. Anthurium cordiforme ingår i släktet Anthurium och familjen kallaväxter. Inga underarter finns listade.